# Arianna Garibotti
Arianna Garibotti, née le 9 décembre 1989 à Gênes, est une joueuse de water-polo italienne, attaquante de l'Orizzonte Catane,.
Elle fait partie de l'équipe d'Italie féminine de water-polo , médaille de bronze aux championnats du monde de natation de 2015 à Kazan et medaille de bronze aux championnats européens 2016 de Belgrade,.
Elle est attaquante de l'équipe italienne de water-polo, finaliste des Jeux olympiques de 2016.